# Polycnemum heuffelii
Polycnemum heuffelii är en amarantväxtart som beskrevs av Lang. Polycnemum heuffelii ingår i släktet broskörter, och familjen amarantväxter. Utöver nominatformen finns också underarten P. h. paradoxum.